# Докудув-Други
Докудув-Други (пол. Dokudów Drugi) — деревня в Бяльском повете Люблинского воеводства Польши. Входит в состав гмины Бяла-Подляская. По данным переписи 2011 года, в деревне проживал 298 человек.
В 1975—1998 годах входила в состав Бяльскоподляского воеводства.

## География
Деревня расположена на востоке Польши, к северу от реки Жарницы, на расстоянии приблизительно 8 километров к юго-юго-юго-востоку (SSE) от города Бяла-Подляска, административного центра повета. Абсолютная высота — 145 метров над уровнем моря. К западу от населённого пункта проходит региональная автодорога 812.

## Население
Демографическая структура по состоянию на 31 марта 2011 года:
|         | Всего | До трудоспособного возраста | Трудоспособного возраста | Старше трудоспособного возраста |
| ------- | ----- | --------------------------- | ------------------------ | ------------------------------- |
| Мужчины | 148   | 45                          | 83                       | 20                              |
| Женщины | 150   | 34                          | 80                       | 36                              |
| Всего   | 298   | 79                          | 163                      | 56                              |